# Al-Dżarmakijja
Al-Dżarmakijja – wieś w Syrii, w muhafazie Aleppo, w dystrykcie As-Safira. W 2004 roku liczyła 549 mieszkańców.